# Jaroslav Urbánek
Jaroslav Urbánek (* 29. ledna 1959, Brno) je český sochař a malíř.

## Život
V letech 1974–1978 studoval na Střední průmyslové škole kamenické v Hořicích v Podkrkonoší. Do roku 1983 pracoval v Blansku v družstvu Kamena. V letech 1983–1990 byl vedoucím kamenosochařské dílny na Akademii výtvarných umění v Praze, kde se mj. podílel na několika monumentálních realizacích Stanislava Hanzíka.
Od roku 1991 je členem SVU Mánes, kam byl přijat jako malíř. Žije a pracuje v Praze a v Lysé nad Labem.

## Dílo
Urbánkova sochařská díla jsou snadno rozpoznatelná, protože pracuje s kamenem jinak než většina jeho kolegů. Jeho přístup k sochařské tvorbě se svým akcentem na siluetu, barevnost a světlo přibližuje metodě Urbánkovy malby.
Obvykle vychází z tvaru kamenného fragmentu či úštěpku a maximálně nechává vyznít přirozenou ušlechtilost samotného materiálu. Pracuje s prořezávanými deskami a vrstveným reliéfy a blíží se tak jakési skladebné intarzii. V jeho variabilních prostorových objektech jsou jednotlivé elementy násobeny a vzájemně propojovány.
V kontextu současné sochařské tvorby vypovídají Urbánkova díla o posedlosti prostou krásou kamene a nekonečných variant jeho výrazu. V jednoduchosti a nadčasovosti lapidárních forem a tvarů jeho soch lze spatřit svého druhu modely mikrokosmu, jako alegorický obraz světa v jeho trvalé a neochvějné existenci.

### Realizace
- 2002-2004 úprava dolního a horního jezírka v Zahradě Kinských, Praha
- 2003-2004 vnější výběhy afrického pavilonu ZOO Praha
- 2006 Fontána před základní školou Trávníčkova, Praha - Stodůlky[2]
- 2007 Fontána ve Stromovce[3]

### Výstavy

#### Autorské
- 1992 Jaroslav Urbánek, Adamov
- 1996 Jaroslav Urbánek: Obrazy, objekty, Prácheňské muzeum v Písku
- 2004 Jaroslav Urbánek: Sochy, Rabasova galerie Rakovník
- 2006 Jaroslav Urbánek: Sochy, Galerie plastik, Hořice
- 2009 Jaroslav Urbánek, Euro - trend Group, Praha
- 2011 Jaroslav Urbánek: Mezi sochou a kresbou, Prácheňské muzeum v Písku
- 2013 Jaroslav Urbánek: Kámen, Libeňská synagoga (Synagoga na Palmovce), Praha
- 2014 Jaroslav Urbánek: Sochy, kresby, reliéfy, Rabasova galerie Rakovník
- 2015 Jaroslav Urbánek: Kamenné sochy, Galerie U Kunštátů, Praha[4]
- 2019 Jaroslav Urbánek 1981-2019, Rabasova galerie Rakovník

#### Kolektivní (výběr)
- 1985 Hampl, Urbánek, Kulturní dům Julia Fučíka, Adamov
- 1992 Spolek výtvarných umělců Mánes, Mnichovo Hradiště
- 1992 Členská výstava Spolku výtvarných umělců Mánes, Mánes, Praha
- 1993 Podzimní setkání členů Spolku výtvarných umělců Mánes v Jičíně, Regionální muzeum a galerie, Jičín
- 1994/1995 Mánes Mánesu, Mánes, Praha
- 1995 Džbán 1995, Rabasova galerie Rakovník
- 1996 Kresba Mánesa, Muzeum a Pojizerská galerie Semily
- 1998 Kresby členů Spolku výtvarných umělců Mánes, Galerie Jiřího Trnky, Plzeň
- 2001 Možná první a zatím poslední, Mánes, Praha
- 2004 Jubilanti Spolku výtvarných umělců Mánes 2004, Galerie Diamant, Praha
- 2009 Jubilanti Mánesa 2009, Galerie Diamant, Praha
- 2009 Středočeské bienále 2009, Rabasova galerie Rakovník
- 2009 Spolek výtvarných umělců Mánes (1887 - 2009) / Verein Bildender Künstler Manes (1887 - 2009): Historie a současnost významného českého uměleckého spolku / Geschichte und Gegenwart des Tschechischen Kunstvereins, Galerie Palais am Festungsgraben, Berlín
- 2012 Volný směr. Setkání členů S.V.U. Mánes k 125. výročí založení spolku, Kostel Zvěstování Panny Marie, Litoměřice
- 2013 Spolek výtvarných umělců Mánes, Zámek Vrbičany
- 2015 Středočeské trienále 2015, Rabasova galerie, Nová síň pod Vysokou bránou, Rakovník
- 2016 Šest sochařů z Mánesa, Rabasova galerie Rakovník
- 2018 Zánik a vzkříšení, Kostel Zvěstování Panny Marie, Litoměřice
- 2019 Volné M v čistírně, Stará čistírna odpadních vod, Praha - Bubeneč
- 2020 Fotorenesance, Topičův salon, Praha
- 2020 S.V. U. Mánes v Rabasově galerii v Rakovníku

### Katalogy
- Jaroslav Urbánek, kat. 35 s., 1992
- Jaroslav Urbánek: Sochy, text Stanislav Hanzík, Jiří Slouka, 30 s., Rabasova galerie Rakovník 2004, ISBN 80-85868-54-7
- Jaroslav Urbánek: Sochy, kresby, reliéfy, text Jiří Slouka, 56 s., Rabasova galerie Rakovník 2014, ISBN 978-80-87406-38-0
- Jaroslav Urbánek: Zánik a vzkříšení, text Jiří Slouka, 43 s., Severočeská galerie výtvarného umění v Litoměřicích 2018, ISBN 978-80-87784-35-8
- Jaroslav Urbánek 1981-2019, text Jiří T. Kotalík, nestránkováno, Rabasova galerie Rakovník 2019